# Occupation de l'Araucanie
Pour les articles homonymes, voir Araucanie.
L’occupation de l’Araucanie (ou, anciennement, par euphémisme, pacification de l’Araucanie) était une campagne militaire menée de 1861 à 1883 par l’État chilien et visant à mettre sous sa tutelle intégrale et définitive la portion de territoire sise entre les fleuves Biobío au nord et Toltén au sud, grande d’environ 30 000 km2, et correspondant aux terres ancestrales du peuple autochtone mapuche.
En dépit de plusieurs tentatives d’assujettissement, d’abord par les Incas, puis par les Espagnols, enfin par le Chili indépendant, les Mapuches avaient su se maintenir de facto indépendants, le fleuve Biobío faisant office de frontière officieuse plus ou moins stabilisée. À partir du milieu du XVIIIe, des échanges commerciaux avaient lieu de part et d’autre de la ligne de démarcation, favorisant un certain degré d’acculturation, mais Chiliens et Mapuches n’en demeuraient pas moins des sociétés socialement, politiquement et économiquement distinctes. Sur leurs vastes terres, les Mapuches semi-nomades se livraient à l’élevage extensif et à la production textile. Au milieu du XIXe siècle, quelques incidents viendront alimenter des sentiments anti-mapuches chez les Chiliens, tandis que la pénétration subreptice en Araucanie, dès la fin du XVIIIe siècle, de Chiliens profitant de l’ingénuité des Mapuches pour s’emparer frauduleusement de terrains en Araucanie sera source de rancœur chez les autochtones.
La révolte autochtone de 1859, suscitée par l’inquiétude des Mapuches à propos de cette pénétration au nord et de la colonisation européenne dans la région de Valdivia, c’est-à-dire sur leur flanc sud, sera le prélude à la future guerre ouverte. La volonté chilienne de s’ouvrir de nouvelles terres pour la production céréalière, alors très rentable, et de sécuriser les colons chiliens déjà présents en Araucanie porta l’État chilien à prendre finalement la décision d’une campagne militaire dans le but de repousser progressivement la ligne de frontière entre la zone sous contrôle chilien et le territoire mapuche. La présence du Français Orélie-Antoine de Tounens, qui se proposait de créer un royaume indépendant en Araucanie et s’était déjà fait couronner roi d’Araucanie et de Patagonie par un groupe de caciques mapuches, fut l’élément déclencheur.
La conquête de l’Araucanie se déroula selon un plan général qui comportait un volet militaire et un subséquent volet civil d’aménagement du territoire et de colonisation méthodique. L’occupation par les troupes chiliennes fut réalisée en plusieurs étapes, d’abord du fleuve Biobío au fleuve Malleco (en 1871, avancée rencontrant peu de résistance et scellée par la construction d’une chaîne de fortifications), puis du Malleco à la rivière Traiguén (1878), enfin du Traiguén aux fleuves Cautín et Toltén (1883, ce dernier formant la limite méridionale du territoire mapuche). Le conflit, qui s’échelonna sur plus de vingt ans (de 1861 à 1883), fut d’une intensité variable, combinant tour à tour offensives chiliennes, consolidation par l’armée des terres conquises, trèves, révoltes autochtones, sièges et assauts donnés par les Mapuches contre les forts chiliens etc., et ne resta pas indemne d’atrocités : ainsi, la phase du conflit dénommée Guerre sans quartier (1869) se caractérisa par des massacres de Mapuches par l’armée chilienne associés à la destruction systématique de leurs habitations et moyens d’existence. Une diplomatie chilienne habile, tout en convoquant des conférences de négociation (parlements), sut exploiter les dissensions entre clans mapuches et offrait des rétributions aux caciques inféodés. Les derniers combats eurent lieu en janvier 1883 et se soldèrent par la victoire totale du Chili ; il n’y aura plus ensuite de rébellion mapuche de quelque ampleur, abstraction faite de la révolte de 1934, qui fera plusieurs centaines de victimes.
La conquête achevée, les autorités chiliennes prirent à tâche de répartir les terres mapuches, déjà déclarées propriété de l’État par une loi de 1866, entre d’une part : les Mapuches, relégués dans des « réductions » exiguës, peu compatibles avec le mode de vie semi-nomade des Mapuches et avec leur structure sociale par clans et familles, et disloquant leurs anciens réseaux de solidarité et de subsistance ; et d’autre part les colons, dont l’afflux massif et l’installation sur place était pilotés par des agences gouvernementales et qui, selon des modalités variant avec le temps, étaient principalement recrutés en Europe, puis également au Chili même.

## Antécédents et contexte
Sur le territoire de l’Araucanie vivaient plus de 100 000 autochtones appartenant aux ethnies Pehuenche et mapuche. Celles-ci, en tenant tête aux armées espagnoles, avaient su se maintenir de facto indépendantes vis-à-vis de l’autorité coloniale espagnole, d’abord lors de la dénommée guerre d'Arauco, épisode de la conquête du Chili au XVIe siècle, puis durant toute la période coloniale chilienne, sans que ni le camp autochtone, ni le camp espagnol ne pût l’emporter définitivement.
Dans la zone frontalière le long du fleuve Biobío, les échanges commerciaux entre Mapuches et Espagnols, puis entre Mapuches et Chiliens, s’accrurent à partir de la deuxième moitié du XVIIIe siècle, pendant que les hostilités tendaient à décroître. Ce commerce permit de tisser des liens pacifiques entre groupes ethniques :

« L’on voit passer d’un côté des Chiliens avec des mules ou des chevaux chargés de marchandises, étoffes, perles, étriers, farine, piment, etc., et de l’autre, des Indiens qui viennent remplir leurs outres de peau, prendre du blé, de la farine, etc., ou même se promener avec leurs femmes. […] L’Indien vient chez l’Espagnol chercher son vin, sa farine, son blé, son piment, et le Chilien, au bout d’un mois, de six mois, d’un an, s’en va chez l’Indien prendre en retour le bétail qui a été promis ; et tout cela se fait avec la plus grande loyauté. »

Les Mapuches se procuraient des marchandises au Chili et beaucoup inclinaient désormais à s’habiller « à l’espagnole ». Pourtant, malgré ces étroits contacts, Chiliens et Mapuches demeuraient socialement, politiquement et économiquement distincts ; de plus, ces contacts alimenteront également la méfiance des Mapuches, devenus souvent les victimes d’agents gouvernementaux malhonnêtes, de marchands de liqueurs et d’armes, et de fugitifs sans scrupules.
Pendant les cinquante premières années d’existence du Chili indépendant (1810-1860), le gouvernement ne considérait pas le territoire d’Araucanie comme une priorité et les autorités chiliennes privilégiaient le développement de la Zone centrale, de préférence à leurs relations avec les groupes autochtones,. Au lendemain de l’indépendance du Chili, en janvier 1825, pendant la période républicaine, se tint avec les Mapuches vivant au sud du Biobío le Parlement général de Tapihue, avec l’objectif de définir un statut politique propre à réguler les relations entre la naissante république et le peuple mapuche. Cependant, divers événements survinrent par la suite qui obligèrent l’État chilien à affecter une partie de ses capacités militaires à la zone frontalière (la Frontera).
Afin de protéger une population autochtone que le gouvernement souhaitait rallier à son autorité, l’entrée sur le territoire autochtone était soumise à l’obtention d’un passeport. En parallèle, le gouvernement chilien poursuivait son projet civilisateur en Araucanie, s’appuyant sur l’enseignement et sur la conversion des communautés mapuches : la présence d’ordres missionnaires sur place devait contribuer à l’acculturation de l’élément autochtone, encore que ces ordres missionnaires fussent fort critiqués pour leur inefficacité et manque de formation.

### Naufrage du navireEl Joven Daniel
En 1849, un navire voguant entre Valdivia et Valparaíso, El Joven Daniel, fit naufrage sur la côte entre les embouchures de l’Imperial et du Toltén. L’épave fut pillée par une tribu mapuche locale et quelques naufragés furent tués. La nouvelle de ces événements parvint d’abord à Valdivia, puis à Santiago, où elle alimenta un vif sentiment anti-mapuche et consolida le préjugé selon lequel les Mapuches étaient des barbares brutaux,. L’opposition au président Manuel Bulnes réclama une expédition punitive et les Mapuches se préparaient déjà à affronter l’armée chilienne. Bulnes toutefois dédaigna ces appels à une expédition punitive, laquelle apparaissait en effet superflue dans la perspective d’une future conquête de l’Araucanie.
Au milieu du XIXe siècle, l’opinion de la population chilienne sur les Mapuches pour lors encore indépendants était peu favorable. Dans la presse de l’époque, on pouvait lire des prises de position telles que la suivante :

« […] Les hommes ne sont pas nés pour vivre inutilement et comme les animaux de la selve, sans profit pour le genre humain ; et une association de barbares aussi barbares que les Pampas ou que les Araucans n’est autre qu’une horde de fauves, qu’il est urgent d’enchaîner ou de détruire dans l’intérêt de l’humanité et pour le bien de la civilisation […]. »

— Journal El Mercurio du 24 mai 1859

### Révolution de 1851
Lors de la Révolution de 1851, le général José María de la Cruz, chef du mouvement putschiste libéral, s’appuyant sur ses liens d’amitié avec les loncos (caciques) mapuches, notamment Maguin (ou Mañil, Magnil, Mangil, ou encore Mangin), sut rallier à sa cause plusieurs de ces caciques et leurs clans et les inciter à se lever en armes contre le gouvernement du président Manuel Bulnes. Selon l’historien José Bengoa, les Mapuches considéraient le gouvernement de Santiago comme leur principal ennemi, raison pour laquelle ils se rangèrent aux côtés de De la Cruz et de ses rebelles basés à Concepción. Après que l’insurrection eut été écrasée par le général Bulnes à la suite de la bataille de Loncomilla, les caciques, au lieu de se rendre, se replièrent sur la Frontera en compagnie de De la Cruz et de quelques lambeaux de l’ancienne armée, s’y vouant au pillage et au vol de bétail au cours des quatre années qui suivirent.
À l’issue d’une junta (assemblée générale) ayant réuni plus d’un millier de participants sur les rives du río Renaico en 1854, le même Mañil déclara :

« Les Espagnols envahissent de plus en plus nos possessions ; outre ceux que nous recevons de bon gré, d’autres abusent de la simplicité et de l’état d’ivresse des nôtres, se font délivrer d’immenses étendues de territoire contre des valeurs insignifiantes. Notre limite est le fleuve Biobío. […] Les Espagnols doivent savoir que nous sommes prêts à tout. S’ils ont à leur disposition des fusils, des sabres et des canons, nous, nous avons nos lances, et cela suffit pour laisser des cadavres sur le terrain. »

Cet état de situation porta le gouvernement à mobiliser le deuxième bataillon de la deuxième armée de ligne, et de le stationner à la Frontera jusqu’en janvier 1856. Au surplus, les autochtones apportèrent leur soutien aux rebelles libéraux lors de la Révolution de 1859, ce qui eut pour effet d’accroître encore le ressentiment à leur encontre au sein du gouvernement central.

### Expansion des productions céréalière et ovine chiliennes
Le secteur agricole chilien avait été gravement touché par la guerre d'indépendance, mais l’activité agricole se développa bientôt dans le Norte Chico, à la faveur de la ruée vers l’argent qui avait débuté en 1832. L’étape suivante de l’expansion agricole eut lieu à partir de 1848, en conséquence d’une forte demande de froment provoquée par la colonisation de l’Australie et la ruée vers l'or en Californie. En dépit de la disparition subséquente de ces marchés californien et australien, la culture de céréales resta hautement rentable. Dans les années 1850, après la colonisation européenne (principalement allemande) de Valdivia, Osorno et Llanquihue, et l’introduction de l’élevage de moutons en Patagonie chilienne, sur le littoral du détroit de Magellan, l’Araucanie était la seule portion de territoire où l’agriculture chilienne pouvait encore s’étendre.
Des non-Mapuches s’étaient mis à acheter des terres araucanes au sud du Biobío dès la fin du XVIIIe siècle, et en 1860, les terres sises entre les fleuves Biobío et Malleco étaient pour la plupart en possession de Chiliens. L’essor du commerce des céréales (ciclo triguero) accrut encore la propension des Chiliens à acquérir des terres en Araucanie et donna lieu à de multiples escroqueries et fraudes au détriment des Mapuches. Par la duperie, un petit nombre de spéculateurs sut s’emparer de vastes étendues, puis assura sa mainmise sur ces propriétés avec l’aide d’hommes de main.
Il s’ensuivit une situation contrastée : alors que l’économie chilienne bénéficiait d’un secteur agricole en plein essor, une large part de l’économie mapuche reposait toujours sur l’élevage, et ce sur l’un des territoires les plus étendus qu’un groupe autochtone ait jamais possédé en Amérique du Sud.

## Le peuple mapuche
Au début du XIXe siècle, les principaux groupes autochtones présents en Araucanie s’énuméraient comme suit :
- les Nagches ou (en espagnol) Abajinos (c’est-à-dire « ceux d’en bas », de abajo) : ils peuplaient la Vallée centrale[19] et étaient dirigés par Lorenzo Colipí dans le nord (à Purén dans le Malleco) et par Venancio Coñoepán dans le sud (à Repocura dans le Cholchol)[20], loncos qui tous deux combattirent aux côtés des patriotes dans la guerre d'indépendance du Chili[21] et appuyèrent l’État chilien durant la majeure partie de la Pacification[22], mais rivalisaient entre eux pour obtenir le meilleur traitement de la part des militaires chiliens et l’hégémonie des Nagches[23]. Lorsque l’armée désigna les Coñoepán comme ses principaux alliés, les hommes de Colipí se rebellèrent[24],[25].
- les Wenteches ou (en espagnol) Arribanos (« ceux d’en haut », de arriba) : ils vivaient dans les vallées de la Précordillère et étaient gouvernés au début du siècle par les caciques Francisco Marilúan et Juan Mangin Hueno[22]. Ils combattirent dans les rangs royalistes lors de la guerre d’indépendance[26] et étaient des rivaux farouches des Abajinos[27] (principalement des Colipí[28] et dans une moindre mesure des Coñoepán[29]). Pour arrêter l’avancée de l’armée chilienne, ils firent alliance avec des rebelles fédéralistes et libéraux, et avec les Pehuenches et les Pampas[30].
- les Pehuenches : ceux-ci étaient des nomades qui, araucanisés au siècle précédent, vivaient dans les vallons de la cordillère entre Chillán et Lonquimay[31]. Ils furent les collaborateurs des frères Pincheira pendant la « guerre à Mort », mais après leur défaite, la part qu’ils prendront ensuite dans les guerres sera assez secondaire[32].
- les tribus du bassin du lac Budi, sous la domination chilienne depuis la construction du fort de Toltén[33].
- les Boroanos : alliés des natifs de Cholchol et des Abajinos, ils ne participeront pas aux guerres contre l’armée chilienne jusqu’à la grande rébellion de 1881[34].
- les populations locales de Huillío, sur les rives du fleuve Toltén, étaient liées aux précédents, sans toutefois toujours vivre en paix avec eux[35].
- les autochtones de Pitrufquén se vouaient au commerce avec Valdivia et étaient liés avec ceux de Cholchol[36].
- les autochtones de Quepe entre le Toltén et Temuco, qui, alliés des Coñoepán, participèrent à la rébellion de 1881[37].
- ceux du Llaima, qui occupaient la comarque de Villarrica et étaient divisés en plusieurs chefferies indépendantes quoique toutes liées avec les Wenteches[38].

Il y avait d’autres groupes encore, d’importance moindre, tels que les Lafquenches ou (en espagnol) Costinos (=du rivage), dans l’actuelle province d'Arauco ; les Huilliches de Valdivia, de la province de Llanquihue et de San Juan de la Costa (non loin d’Osorno) ; et ceux de la grande île de Chiloé. Les informations sur ces groupes sont ténues, mais on sait que les premiers prirent part à la « guerre à Mort » et à la rébellion de 1881, encore que dans une mesure faible. Cette implication moindre fut, dans le cas des Huilliches, la conséquence de l’acquisition par des Européens d’une partie de leurs terres ancestrales dès la période coloniale, c’est-à-dire antérieurement à l’indépendance du Chili, par suite de l’instauration du système de l’hacienda (exploitation agricole) dans leur zone, amorce de la mise en place de la grande propriété foncière sur le territoire huilliche, situation au rebours de celle prévalant dans l’Araucanie. À cela succéda, une fois établie la république du Chili, la colonisation de Llanquihue, impliquant l’accroissement et l’expansion des villes et villages implantés sur l’ancestral territoire huilliche, c’est-à-dire l’ensemble de faits qui aboutit finalement à la distribution actuelle des communautés huilliches dans la zone : rétrécissement des territoires de leurs communautés et relégation de leur population aux zones du littoral et de la cordillère.
Quant aux effectifs de la population autochtone à cette époque, le rapport publié par l’Anuario Estadístico de Chile et établi entre 1868 et 1869 apporte le tableau suivant,, :
| Butalmapus                   | Guerriers (en chiffres arrondis) | Habitants (en chiffres arrondis) |
| ---------------------------- | -------------------------------- | -------------------------------- |
| Arribanos ou Wenteches       | 2 498 (2 500)                    | 9 972 (10 000)                   |
| Abajinos ou Nagches          | 3 415 (3 500)                    | 13 660 (14 000)                  |
| Costinos ou Lafkenches       | 1 000                            | 4 000                            |
| Huilliches, au sud du Cautín | 8 993 (9 000)                    | 35 972 (36 000)                  |
| Huilliches, au sud du Toltén | 1 690 (2 000)                    | 6 760 (7 000)                    |
| Total                        | 17 596 (18 000)                  | 70 364 (71 000)                  |

La société mapuche se caractérisait par une organisation très peu centralisée, où la famille constituait l’unité de base. La répartition éparse des maisons mapuches reflétait peut-être la méfiance instinctive que plusieurs observateurs ont cru déceler chez le peuple mapuche et qui le faisait craindre y compris ceux de sa propre ethnie, et le portant donc à préférer s’isoler. La vie s’organise autour de la ruca, demeure traditionnelle mapuche, aux vastes dimensions, destinée à accueillir la famille polygame, dont le nombre d’épouses et l’étendue de la descendance reflétaient le statut du maître de maison.
Le découpage territorial avait pour base le lignage, c’est-à-dire que plusieurs familles apparentées se regroupaient dans une même zone. Depuis le XVIIIe siècle, des regroupements de familles avaient lieu ponctuellement, lorsque des conflits rendaient nécessaire la conclusion d’alliances. Des chefs de guerre étaient alors élus pour mener à bien quelque entreprise militaire, mais ces autorités n’étaient que temporaires. Toutefois, au XIXe siècle, le développement des échanges commerciaux conduisit à une pérennisation de l’autorité accordée aux chefs locaux, autorité qui renforça encore leur prestige croissant appuyé sur des alliances matrimoniales, sur le réseau familial, sur la richesse matérielle et sur les effectifs de guerriers que ces lonkos (chefs, caciques) étaient en mesure de mobiliser. Le contrôle du territoire par des caciques locaux fut alors encouragé par les agents gouvernementaux et les militaires chiliens, qui s’efforcèrent de conforter le pouvoir des caciques pour mieux se reposer sur eux. De fait, certains recevaient un salaire pour leur coopération, comme p. ex. le puissant cacique Lorenzo Colipí.

## Campagne militaire

### Mobile et élément déclencheur
Au milieu du XIXe siècle, l’instabilité de l’Araucanie, due à l’insoumission des Mapuches et à l’agitation des Chiliens installés dans cette zone franche, restait importante. Le Chili avait également pris conscience de la fragilité de sa souveraineté sur un territoire qui suscitait la convoitise de nations étrangères, comme en témoigne le projet (avorté) du Français Antoine de Tounens de créer un État indépendant à base mapuche-tehuelche ; Tounens en effet avait fondé en novembre 1860 le royaume d'Araucanie et de Patagonie et, sous le nom d’Orélie-Antoine Ier, s’était fait élire prince régnant par d’importants loncos de la région. Après l’arrivée effective de Tounens dans ce territoire en 1861, le gouvernement du Chili prit la décision d’occuper militairement l’Araucanie.

### Planification

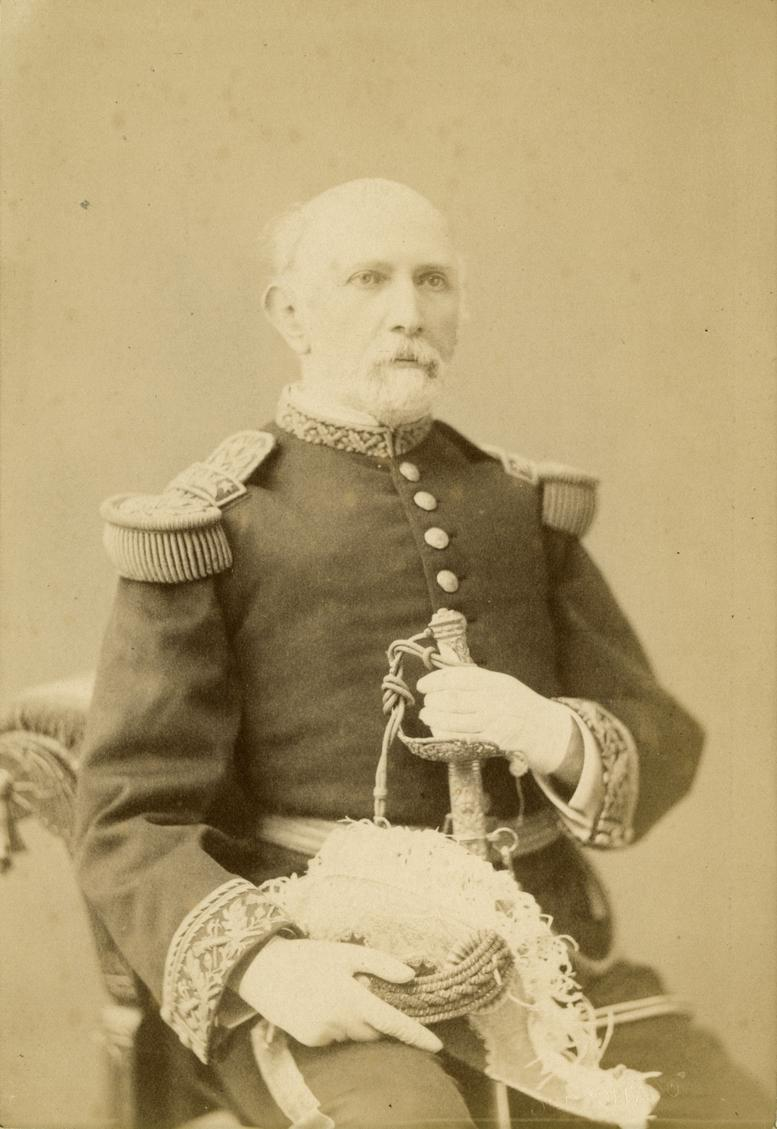
Cornelio Saavedra Rodríguez.

En 1823, le ministre chilien Mariano Egaña élabora un plan de conquête et de colonisation de la portion de territoire entre les fleuves Imperial et Biobío. Ce plan, qui prévoyait l’implantation d’une série de forts sur les rives nord du río Imperial et du río Cautín, c’est-à-dire en pleine zone mapuche, fut approuvé par le Congrès. Dans un premier temps, le président Ramón Freire souscrivit au projet, mais préféra par la suite se concentrer sur l’expulsion des Espagnols de l’archipel de Chiloé, laissant ainsi momentanément en suspens la question araucanienne.
En 1849, le ministre chilien de l’Intérieur Antonio Varas remit au Congrès un rapport analysant la situation en Araucanie,. Varas y préconisait l’instauration d’un régime gouvernemental distinct du reste du pays et dont la mission serait de civiliser les autochtones en rehaussant leur niveau de vie matériel et en « élevant leur esprit aux vérités morales et religieuses ». L’objectif était d’aboutir finalement par ce biais à l’incorporation de l’Araucanie dans la république chilienne.
Manuel Montt, en qualité de président du Chili, fit passer une loi le 7 décembre 1852 portant création de la province d’Arauco, laquelle eût à administrer tous les territoires situés au sud du Biobío et au nord de la province de Valdivia,.
La planification finale de la conquête de l’Araucanie est pour une large part à mettre au crédit du colonel Cornelio Saavedra Rodríguez,, dont le projet comportait un programme de colonisation organisé et piloté par l’État, inspiré de la conquête de l’Ouest réalisée aux États-Unis et en nette opposition à l’ancien mode de colonisation, impulsé par l’entreprise privée, tel que privilégié par les autorités coloniales espagnoles de la capitainerie générale du Chili. Le plan de Saavedra comprenait les points suivants, :
1. Avancée de l’armée chilienne jusqu’au fleuve Malleco et établissement sur sa rive d’une ligne défensive.
2. Subdivision en parcelles des terres d’État (fiscales) sises entre le Malleco et le Biobío, et octroi de titres de propriété sur ces parcelles à des acteurs privés.
3. Colonisation de l’Araucanie par des colons chiliens et étrangers, en prenant soin de fixer dans chaque foyer de peuplement des colons de nationalités différentes pour faciliter leur assimilation.
4. Les peuplades autochtones devaient être placées dans des « réductions » et initiées à la « civilisation ».

### Prélude: le soulèvement de 1859

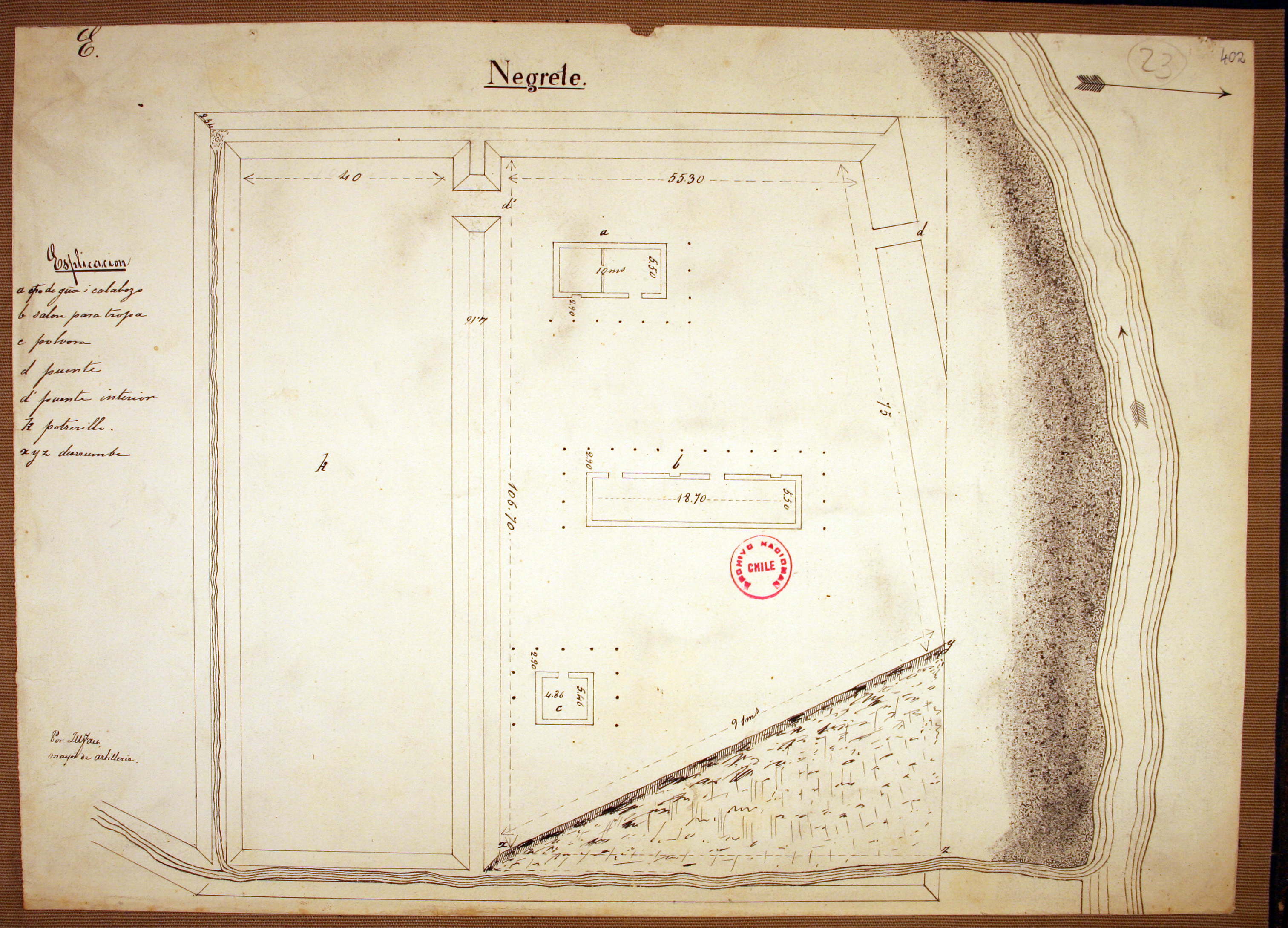
Plan ancien de Negrete, établi par le major d’artillerie José Miguel Fáez et retrouvé dans la cartothèque des archives nationales du Chili : plan de reconstruction de Negrete en tant que forteresse chilienne de décembre 1861, dans le cadre du projet de Cornelio Saavedra Rodríguez d’occupation de l’Araucanie par l’armée chilienne.

La pénétration du territoire mapuche à partir du nord par des colons de plus en plus nombreux traversant le Biobío et l’apparition de colons allemands au sud du territoire araucan incitèrent le chef Mapuche Mañil à lancer en 1859 un appel à l’insurrection pour préserver la domination des Mapuches sur leurs terres ancestrales. La plupart des Mapuches répondirent à l’appel, les seules communautés à se dérober étant celles de Purén, du río Cholchol, et les Mapuches côtiers du sud (Costinos), qui avaient des liens étroits avec Valdivia. Les villes d’Angol, Negrete et Nacimiento furent attaquées. Une proposition de paix faite par les colons fut acceptée en 1860 lors d’une réunion de plusieurs chefs mapuches ; l’accord conclu stipulait que des cessions de terres ne pouvaient avoir lieu que moyennant l’approbation des caciques.
Le soulèvement général de 1859, qui s’était accompagné de la destruction de tous les villages fondés au sud du Biobío et le saccage d’un grand nombre d’exploitations agricoles (haciendas) déjà établies dans la région, provoqua un vif débat dans le pays à propos de l’opportunité d’occuper de manière définitive le territoire araucan. Ces événements eurent pour effet de renforcer la vision que les Chiliens avaient des Mapuches comme d’une dangereuse menace pour la colonisation naissante de l’Araucanie, et d’amener l’opinion publique chilienne à insister sur la mise en œuvre de moyens efficaces pour résoudre le conflit, à savoir par l’incorporation complète et irrévocable de l’Araucanie dans l’État chilien. Au surplus, le territoire mapuche était perçu comme un coin enfoncé entre d’une part la Zone centrale du Chili et d’autre part Chiloé et la région de Llanquihue et d’Osorno, fraîchement colonisée par l’afflux d’immigrants allemands. L’entreprise de conquête de l’Araucanie était vue comme l’extension de la civilisation vers le sud et apparaissait propre à arracher les Mapuches à leur état de « barbarie » et d’« ignorance »,,. Les événements de 1859 contribueront à la décision des autorités chiliennes de lancer une campagne militaire pour occuper le territoire rebelle.

### Déroulement

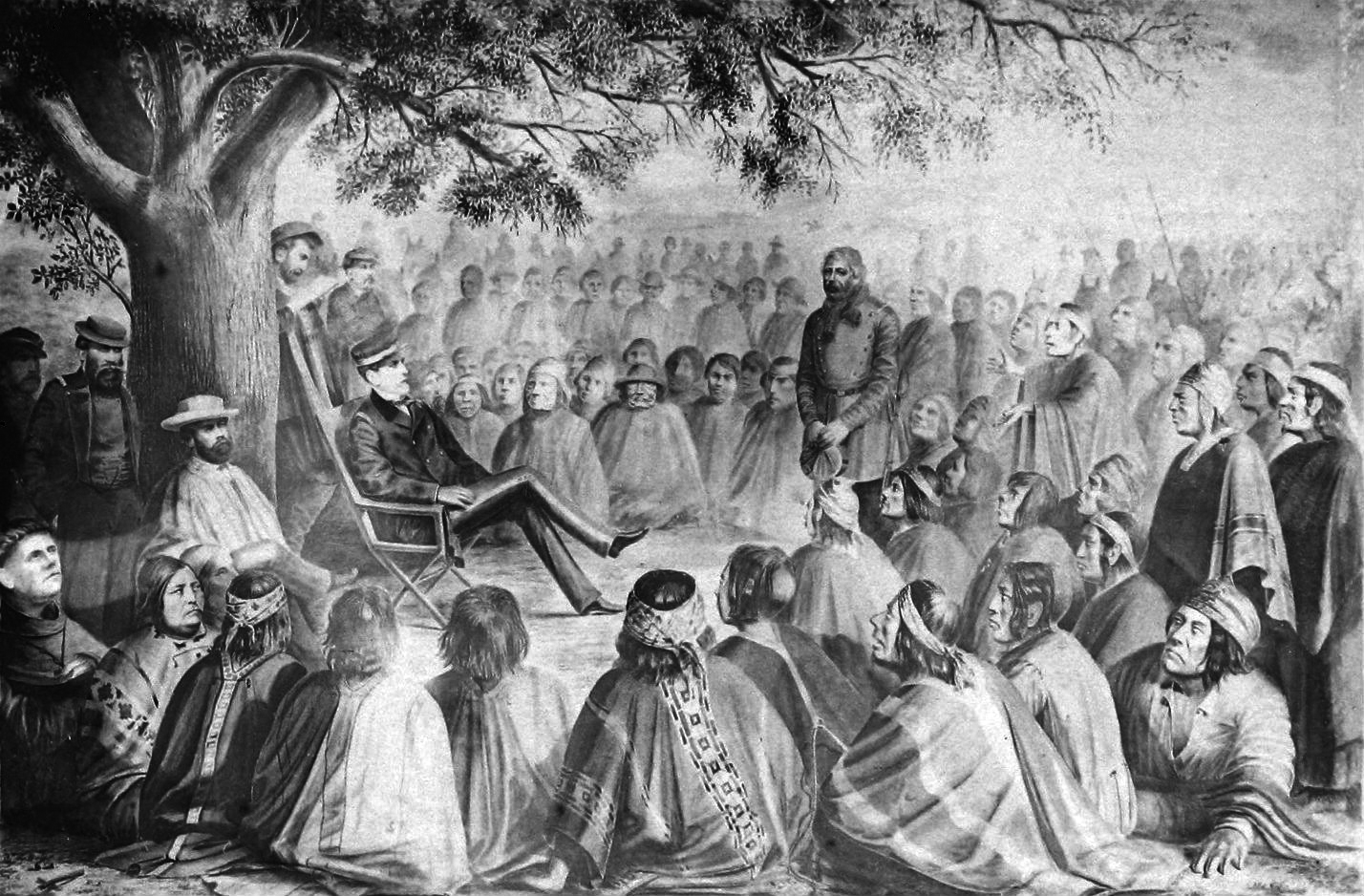
Cornelio Saavedra Rodríguez en négociation avec des loncos mapuches en 1869, pendant les premières phases de la conquête chilienne de l’Araucanie.

Les autorités chiliennes résolurent de mettre en œuvre le plan proposé par le général d’armée Cornelio Saavedra Rodríguez, lequel plan comportait non seulement des actions militaires, mais aussi la pénétration pacifique des territoires mapuches, au moyen de l’importation de la culture chilienne de l’autre côté de la Frontera. L’on se proposait en effet de fonder des villes, de construire des infrastructures publiques telles que routes, lignes de télégraphie, et de créer des écoles et des hôpitaux. Les terres incorporées à l’État chilien (tierras fiscales) seraient ensuite cédées à des colons à titre gracieux, pour stimuler le peuplement du territoire et développer la production de céréales.

#### Avancée chilienne jusqu’au río Malleco (1861–62)
En 1861, Saavedra donna ordre au major Pedro Lagos d’avancer jusqu’au confluent des fleuves Mulchén et Bureo, où, après que le chef mapuche local, Manuel Nampai, eut remis la zone aux Chiliens, un petit fortin fut érigé entre décembre 1861 et mai 1862, à l’abri duquel la localité de Mulchén commença à se développer. Suivant une coutume héritée de l’époque coloniale, Saavedra accorda des prébendes aux caciques assujettis des zones autour de Mulchén. D’autre part, en présentant sa démission en décembre 1861, puis une nouvelle fois en février 1862, Saavedra tenta de mettre le gouvernement chilien sous pression pour que celui-ci approuvât son entreprise,,.
En 1862, Saavedra et sa troupe de 800 soldats fit mouvement vers les ruines de la ville d’Angol, qu’il refonda, tandis que d’autres troupes s’employaient à renforcer les défenses de Los Ángeles, Negrete (où sera construit un fort), Nacimiento et Mulchén. La défense de Purén et de Santa Bárbara fut finalement assurée par des groupes de civils. Aussi, en peu de temps, Saavedra réussit-il à s’emparer d’une portion (d’une centaine de km de profondeur) du territoire mapuche jusqu’au río Malleco, ainsi que de Mulchén et de Lebu, en 1862. Dans la bande côtière, il parvint jusqu’au fleuve Toltén.

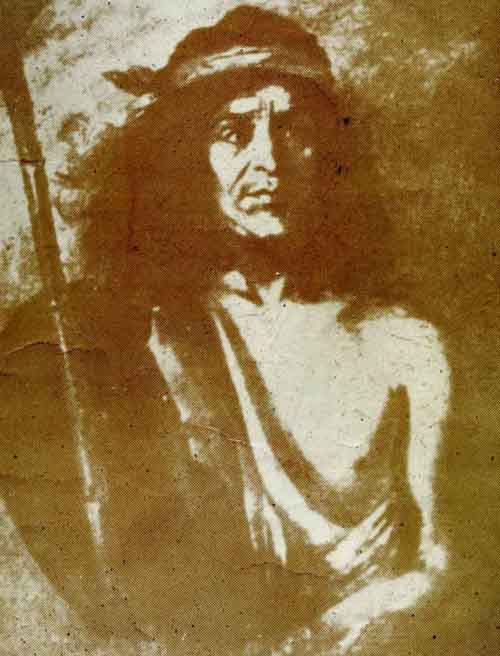
Le lonco Quilapán, vers 1870.

Si cette première percée fut exécutée sans rencontrer de grande résistance, il se produisit ensuite un soulèvement des Mapuches habitant le long du río Malleco, commandés par le lonco Quilapán. L’année suivante, plus de 1 500 soldats chiliens se trouvaient concentrés à Angol en vue d’opérations dans l’intérieur des terres araucanes.

#### Réaction mapuche et progression chilienne sur le littoral (1863–68)
En janvier 1864, sous la pression politique des ministres du président José Joaquín Pérez, Saavedra dut prendre sa retraite de l’armée. Cependant, la guerre hispano-sud-américaine opposant l’Espagne à une alliance entre le Chili et le Pérou incita le gouvernement à rappeler Saavedra sous les armes en 1866 et à le charger de défendre la côte de l’Araucanie contre de possibles attaques espagnoles. Saavedra donna l’ordre de construire un fort sur le littoral entre Lebu et le fleuve Imperial, et se vit mettre à sa disposition par le gouvernement trois vaisseaux à vapeur pour reconnaître la côté. En décembre 1866, la localité côtière de Queule (au sud du Toltén) fut occupée par les troupes chiliennes.
En réponse à l’avancée chilienne, les autochtones "arribanos" décidèrent d’engager la guerre contre le Chili, pendant qu’au contraire les Lafquenches du lac Budi, de Toltén et de Queule tinrent une réunion où ils proclamèrent leur neutralité dans le conflit, mais aussi leur loyauté au gouvernement chilien. Les Pehuenches aussi se déclarèrent neutres, et leur chef Pichiñán se serait selon certaines affirmations exprimé contre les Moluches, affirmant que ceux-ci, qui voulaient la guerre, s’étaient compromis dans le vol et qu’ils recevaient pour cela leur juste châtiment de la part les Chiliens. L’historien José Bengoa estime que la neutralité des Pehuenches s’explique par le fait que leurs terres dans les Andes avaient jusque-là échappé à la colonisation.
En 1867, Saavedra convia les Mapuches à un parlement, où il les informa de la décision chilienne d’édifier une ligne de fortifications sur le fleuve Malleco. Environ un millier d’Abajinos prit part à ce parlement ; les Arribanos quant à eux rassemblèrent quelque 2 000 de leurs hommes autour du lieu de pourparlers, mais refusèrent d’y participer tant que les Chiliens n’eussent d’abord dépêchés plusieurs de leurs hommes à titre d’otages. Malgré cet incident, le parlement se tint le lendemain, et les Mapuches seraient devenus furieux en découvrant les plans de Saavedra et en apprenant que le chef mapuche Nahueltripai avait autorisé les Chiliens à établir des forts sur ses terres. Ces événements conduiront à la constitution d’une alliance entre les Abajinos du nord et les Arribanos.
En effet, en décembre 1867, 4 000 à 5 000 guerriers mapuches, en provenance de Moquehua, de Boroa et de La Imperial, s’étaient rassemblés dans la zone montagneuse de Chihuaihue. Les Arribanos (ceux d’en haut) de Quilapán avaient réussi à coordonner une rébellion avec les Abajinos côtiers (ceux d’en bas), sous le commandement de Catrileo, Coñoepan, Marileo et Painemal ; armés de 3 000 lances, ils traversèrent la cordillère de Nahuelbuta, à l’ouest d’Angol, puis se dirigèrent au nord du fleuve Malleco, où les rebelles réunirent toutes leurs troupes, et remportèrent plusieurs victoires à Traiguén, Curaco et Perasco, en combinant malones (razzias) et tactiques de guérilla. D’autres sources cependant, dont Saavedra lui-même, estimaient que les Abajinos et les Arribanos, même en prenant en compte les contingents venus des pampas, ne dépassaient pas les 4 000 lances,.

#### LaGuerre sans quartier(1868–1871)
En janvier 1869, 1 500 Mapuches furent battus à Chihuaihue par le général José Manuel Pinto. Les Araucans surent toutefois se réorganiser et attaquèrent la ville d’Angol, ce qui incita le ministre de la Guerre, Francisco Echaurren, à ordonner à ses troupes de faire mouvement avec des renforts vers la province de Cautín. Sur le littoral, le colonel Saavedra occupa Cañete et Tucapel, étouffant la rébellion de 1 500 guerriers à Purén. Le 25 septembre, les Mapuches et l’armée chilienne parvinrent à un accord à Angol, qui ne fut que de courte durée, car Quilapán se rebella à nouveau, avec 3 000 lances, lesquelles furent cependant vaincues le 25 janvier 1871 par une armée de 2 500 soldats chiliens à Collipulli. Le général Pinto mena alors des opérations particulièrement meurtrières contre les Mapuches, conjuguées à des actions consistant à saisir systématiquement les troupeaux et les récoltes et à incendier les rucas (maisons mapuches traditionnelles) et les provisions. Si en 1869, cette guerre offensive — la Guerra sin cuartel, la Guerre sans quartier — menée par Saavedra avait été un succès, car prenant les Araucans par surprise, cette même tactique tourna au fiasco à l’été 1870-1871, lorsque les autochtones eurent adapté leur tactique, préférant désormais la plupart du temps se retirer et esquiver le combat frontal. Les critiques exprimées à l’encontre de la méthode employée par les militaires conduisirent le haut commandement à réduire les opérations offensives et à opter plutôt pour la consolidation des conquêtes déjà réalisées, ce qui se traduisit par la construction d’un grand nombre de forts et de foyers de peuplement sur le littoral araucanien et dans la vallée du río Malleco-Traiguén. Ce virage tactique apporta une relative accalmie dans la région dans les dix années suivantes.

#### Parlements de Toltén et d’Ipilco (décembre 1869 et janvier 1870)
À la fin de 1869 et début 1870, Saavedra convoqua deux parlements dans le but de couper court aux tentatives que, dans l’espoir de pouvoir réunir plus de 8 000 lances, son principal ennemi Quilapán faisait alors pour mettre sur pied une alliance avec les Abajinos et les Huilliches du sud du fleuve Cautín : l’un eut lieu à Toltén et l’autre à Ipinco (non loin de Purén). À Toltén, Saavedra s’efforça de conclure des pactes avec les chefs huilliches du sud afin d’isoler Quilapán. Les chefs participant à la réunion ne purent se mettre d’accord sur le point de savoir si Saavedra devait ou non être autorisé à établir une localité dans le sud de l’Araucanie. Lors de cette même réunion, les caciques mapuches révélèrent à Saavedra qu’Orélie-Antoine de Tounens se trouvait de nouveau en Araucanie. Celui-ci, ayant appris que son retour avait été révélé à Saavedra, jugea préférable de s’enfuir en Argentine, mais non sans avoir auparavant promis à Quilapán de lui obtenir des armements,. Certains ont rapporté qu’une cargaison d’armes saisie par les autorités argentines à Buenos Aires en 1871 avait été commandée par Tounens. Un navire de guerre français, le d’Entrecasteaux, qui jeta l’ancre en 1870 devant Corral, fera d’ailleurs naître chez Saavedra le soupçon de quelque interférence française dans le conflit.
Au parlement d’Ipinco (du 19 janvier 1870) avec les Abajinos, ceux-ci rejetèrent l’ensemble des points proposés par Saavedra. Le parlement néanmoins fut propice aux forces chiliennes au sens où il servit à affaiblir l’alliance des Abajinos et des Arribanos. En définitive, Quilapán se retrouva seul avec les 2 500 lances que les Arribanos pouvaient aligner pour leur compte.

#### Guerre déclarée (mai 1870 – mars 1871)

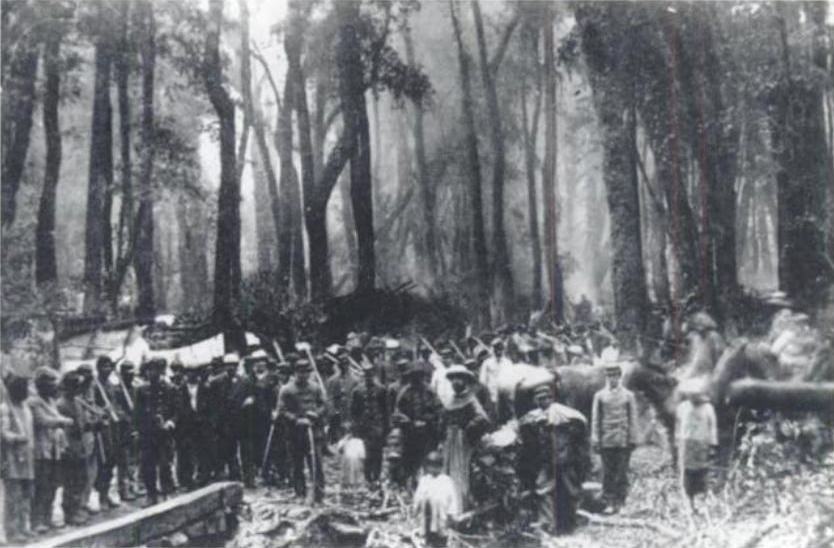
Troupes chiliennes pendant la campagne militaire contre l’Araucanie.

En 1870, l’armée chilienne reprit ses opérations contre les Mapuches. José Manuel Pinto déclara formellement la guerre aux Mapuches au nom du Chili en mai 1870. Dans la période de 1870 à 1871, les Mapuches avaient coutume d’évacuer leurs familles d’avance, avant l’arrivée de l’armée chilienne, connue pour être encline au pillage. Pendant l’hiver 1870, les militaires chiliens ne cessaient d’incendier les rukas et de voler le bétail des autochtones. Ces actions, sans effet déterminant, furent moquées dans les journaux de Santiago. Cependant, la situation de nombreux Mapuches s’aggravait, et le journal El Meteoro faisait état de pénurie de nourriture, d’effectifs de bétail en baisse et de l’impossibilité par beaucoup de Mapuches de procéder aux moissons et aux semailles pendant près de trois ans. En 1870, le cacique Domingo Melín, mandaté par Quilapán, tenta d’arriver à un accord de paix avec le Chili, mais en vain.
À l’été 1871, Quilapán rassembla une armée, y compris des renforts mapuches venus d’Argentine, et lança une offensive contre la ligne fortifiée du Malleco et contre les colons installés dans les zones circonvoisines. Cette offensive fut repoussée par les troupes chiliennes, dont la cavalerie venait d’échanger ses fusils Minié pour des fusils à répétition Spencer, s’assurant ainsi un net avantage sur les guerriers mapuches.

#### Trève officieuse (1871-1881)
Quilapán envoya en mars 1871 une missive à Orozimbo Barbosa pour solliciter un accord de paix. Sans qu’un accord fût ateint, l’on convint néanmoins de cesser les hostilités pour dix ans (1871-1881),. En 1871, pour motifs politiques, Cornelio Saavedra dut renoncer au commandement de l’Armée d’opérations en Araucanie (en espagnol Ejército de Operaciones en la Araucanía). Pendant la période qui suivit la guerre de 1871, les Mapuches eurent à souffrir de nombreuses exactions, voire d’assassinats, de la part des colons et de militaires chiliens,.
La guerre du Pacifique (1879-1883), qui opposait dans le nord du pays le Chili au Pérou et à la Bolivie, eut pour conséquence une concentration des forces de l’armée chilienne sur ce conflit, dégarnissant ainsi les garnisons en Araucanie. Les Mapuches profitèrent de cette situation pour lancer de nouvelles attaques contre les postes chiliens situés dans la zone frontalière. Cet affaiblissement apparent de la présence militaire chilienne en Araucanie, s’ajoutant aux nombreux abus commis par les Chiliens, porta les Mapuches à organiser un vaste soulèvement. Selon l’historien et anthropologue chilien José Bengoa, ce fut la première fois dans toute l’histoire que les Mapuches, d’ordinaire très décentralisés, unirent leurs forces en une seule insurrection.
En 1880, en rapport avec une affaire de vol de chevaux, le cacique Domingo Melín fut escorté par des troupes chiliennes vers Angol, afin qu’il y fît une déposition, mais avant d’arriver à destination, Domingo Melín et quelques membres de sa famille furent exécutés par les militaires chiliens. Les Mapuches répliquèrent en attaquant le fort et le village de Traiguén en septembre 1880. Près d’un millier de guerriers participèrent à ces represailles, ce qui semble indiquer, selon Bengoa, que les Mapuches s’étaient préparés à la guerre. Ce nouveau soulèvement s’accompagna de lourdes pertes dans les deux camps.
Cependant, la guerre du Chili contre la Bolivie et le Pérou s’était entre-temps achevée (par une victoire chilienne), et le gouvernement de Domingo Santa María donna bientôt instruction à l’armée chilienne de reprendre vigoureusement la campagne d’annexion de l’Araucanie. C’est au colonel Gregorio Urrutia que fut confiée la mission d’incorporer à l’État chilien le territoire mapuche restant.
Dans le même temps, de l’autre côté de la cordillère des Andes, l’Argentine amorçait avec succès la dénommée Conquête du désert sur ses vastes territoires de la pampa et de la Patagonie. Cette action militaire et géopolitique permit à l’État argentin de mettre définitivement sous sa tutelle ces zones héritées de la vice-royauté du Río de la Plata mais jusque-là peuplées par plusieurs peuples autochtones nomades appartenant à l’ethnie pampa ayant subi le processus d’araucanisation (ou mapuchisation). Cette campagne militaire argentine de 1880 refoula de nombreux Mapuches hors d’Argentine en direction de l’Araucanie chilienne. Le chef pehuenche Purrán fut fait prisonnier par les troupes argentines, après quoi celles-ci s’enhardirent à pénétrer dans la vallée de Lonquimay, que le Chili considérait comme une partie de son territoire. Cette rapide avancée argentine ne fut pas sans alarmer les autorités chiliennes et contribua en 1881 à la recrudescence des affrontements entre Chiliens et Mapuches.

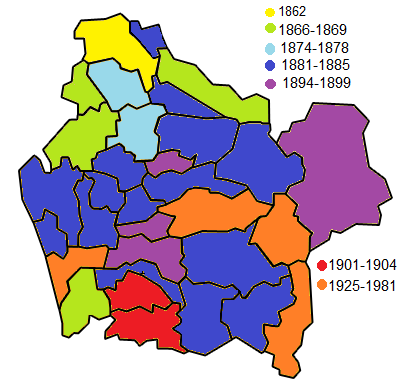
Communes regroupées selon les dates de leur fondation, les communes du XIXe siècle ont été fondées sous forme de forts. Et ceux de Curarrehue et Teodoro Schmidt ont été organisés à partir des populations précédentes dès 1981.

#### Avance chilienne jusqu’au Cautín et insurrection Mapuche de 1881
Le 27 janvier 1881, 3 000 autochtones attaquèrent Traiguén, ravageant les propriétés agricoles et s’emparant du bétail. Ayant été repoussés de Traiguén et du fort de Lebuelmán, les Mapuches se remirent en mouvement et entreprirent d’attaquer le fort de Los Sauces, entraînant avec eux en cours de route un nombre grandissant de lances, jusqu’à atteindre un effectif de quelque 1 500 guerriers. Leur assaut toutefois échoua, et lorsqu’ils attaquèrent la ligne de défense du Malleco, qu’ils croyaient dégarnie de soldats, ils furent massacrés. Poursuivant sur leur lancée, les troupes chiliennes traversèrent le fleuve Cautín, et le 24 février fondèrent le fort de Temuco. Les autochtones ripostèrent en attaquant ce même mois deux caravanes dans les montagnes de Ñielol, tuant une centaine de personnes.

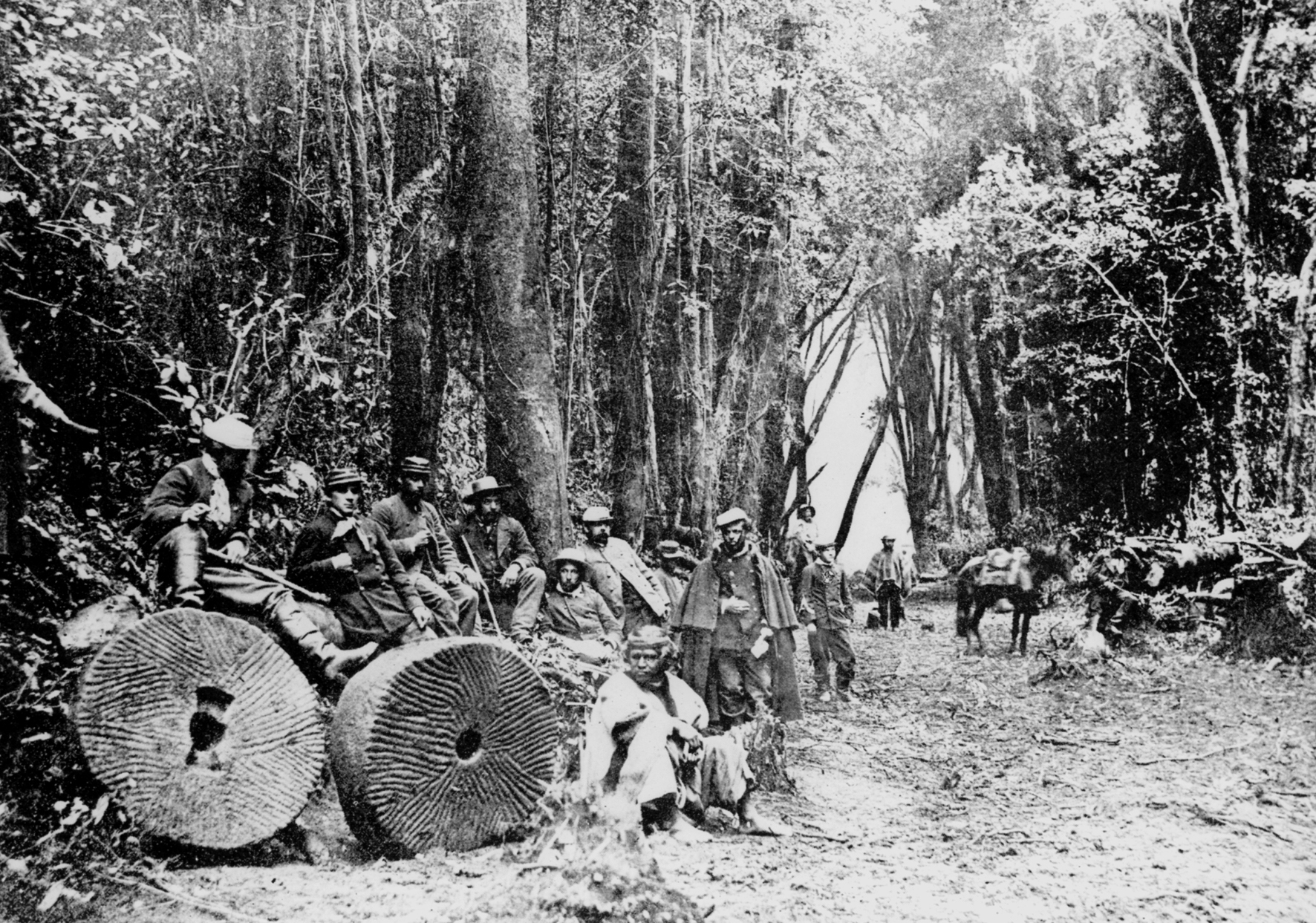
Troupes chiliennes employées à l’occupation et à la reconstruction de Villarrica en 1883, dans la phase finale de la campagne militaire.

Au début du mois de novembre eut lieu l’ultime soulèvement autochtone : quelque 6 000 à 7 000 Conas prirent part aux combats, où plus de mille d’entre eux périrent ou furent blessés. D’après Horacio Lara, les tribus araucanes, numériquement déjà affaiblies par une guerre ininterrompue, ne pouvaient à ce moment aligner que 8 000 lances : 2 000 Arribanos, 2 000 Abajinos, 1 000 Costinos, le reste étant des lances huilliches. Cependant l’habile diplomatie chilienne sut faire en sorte que les tribus n’agissent jamais de concert, comme un seul groupe soudé,,.
À Lumaco, l’offensive autochtone fut déclenchée le 5 novembre, sous le commandement de Luis Marileo Colipí, avec de 300 à 1 000 lances. Le fort était défendu par 45 gardes nationaux et 20 soldats dirigés par le capitaine Juan Barra, et le 15, la bataille était terminée. Les forts de Budi et de Toltén restaient assiégés, pendant que Nueva Imperial fut détruite le 7 et que les habitants survivants furent contraints de fuir vers les montagnes. Tirúa fut assaillie au même moment, mais en vain ; à partir de là, l’armée chilienne engagea des expéditions de représailles. Le fort de Ñielol fut attaqué le 9 novembre, mais les Mapuches, après avoir été un moment en passe d’enlever le fort, durent se retirer, après avoir subi des centaines de pertes.
Pourtant, le plus grand affrontement de cette phase de la guerre fut la bataille de Temuco, entre les 3 et 10 novembre 1882. Le fort, que commandait le major Bonifacio Burgos, résista aux assauts de 4 000 guerriers (ou le double, selon certains auteurs) sous les ordres du cacique Esteban Romero. Les Mapuches se retireront après avoir souffert plus de 400 pertes. Vers le milieu du mois, les combats cessèrent, tandis que les troupes chiliennes menaient plusieurs opérations punitives pour garantir la région. À l’été de l’année suivante, les Pehuenches seront définitivement assujettis.
Lors de sa campagne, Urrutia érigea plusieurs forts, et parvint finalement dans la zone du lac Villarrica, où il fonda à nouveau, le 1er janvier 1883, la ville homonyme, mettant effectivement fin par cette action à la guerre d’Arauco, au bout de plus de trois cents années de conflit.

## Suites et prolongements
La fin de la guerre scella l’occupation intégrale de l’Araucanie et le transfert effectif de ce territoire sous la souveraineté de l’État chilien. Du même coup, le gouvernement du Chili était finalement parvenu à raccorder le territoire sis au nord du fleuve Biobío avec celui s’étendant au sud du fleuve Toltén (dans lequel par ailleurs se poursuivait dans le même temps le processus de colonisation de Llanquihue).

### Prise de possession par l’État chilien et découpage du territoire conquis
En dépit d’une population autochtone de plusieurs dizaines de milliers d’individus, le discours officiel de l’époque dépeignait l’Araucanie comme un désert démographique s’offrant au peuplement et à la mise en exploitation. Dès 1866, une loi disposait que les terres s’étendant au sud du fleuve Biobío appartenaient désormais à l’État. En 1883, la guerre terminée, une commission gouvernementale fut créée et chargée de veiller à ce que les familles mapuches fussent placées dans des réserves (« réductions »), c’est-à-dire sur les terres définies comme les leurs aux termes de la nouvelle législation. En parallèle, on s’employa à délimiter les terrains « vacants » susceptibles d’être mis en vente. Une série de lois précisera les conditions d’accès à la propriété australe, interdisant notamment l’acquisition de terrains de gré à gré auprès des autochtones. De 1873 à 1899, plus de 1 125 000 hectares passeront ainsi en mains privées. Ce système, qui permettait à une même personne de se porter acquéreur de plusieurs terrains à la fois, conduisit à la constitution de fundos (grandes propriétés terriennes) par l’élite chilienne, dont ceux de José Bunster et de Federico Varela, ou les 600 hectares de forêt acquises par la firme Albarracín et Urrutia à Tolhuaca en 1889.
Ainsi, à la phase militaire du contrôle des territoires mapuches (1861-1883) succéda bientôt une politique active de mise en vente des terres et de colonisation de la région, d’urbanisation croissante et de raccordement du territoire au réseau chilien de transport et de communication, politique sous-tendue par une idéologie qui exaltait la mission civilisatrice du Chili et mettait en avant le progrès social et matériel de ses habitants, tout en développant une certaine utopie agraire qui verrait surgir une classe de petits propriétaires terriens chiliens susceptibles de faire siennes les aptitudes de leurs voisins autochtones.

### Colonisation chilienne et européenne

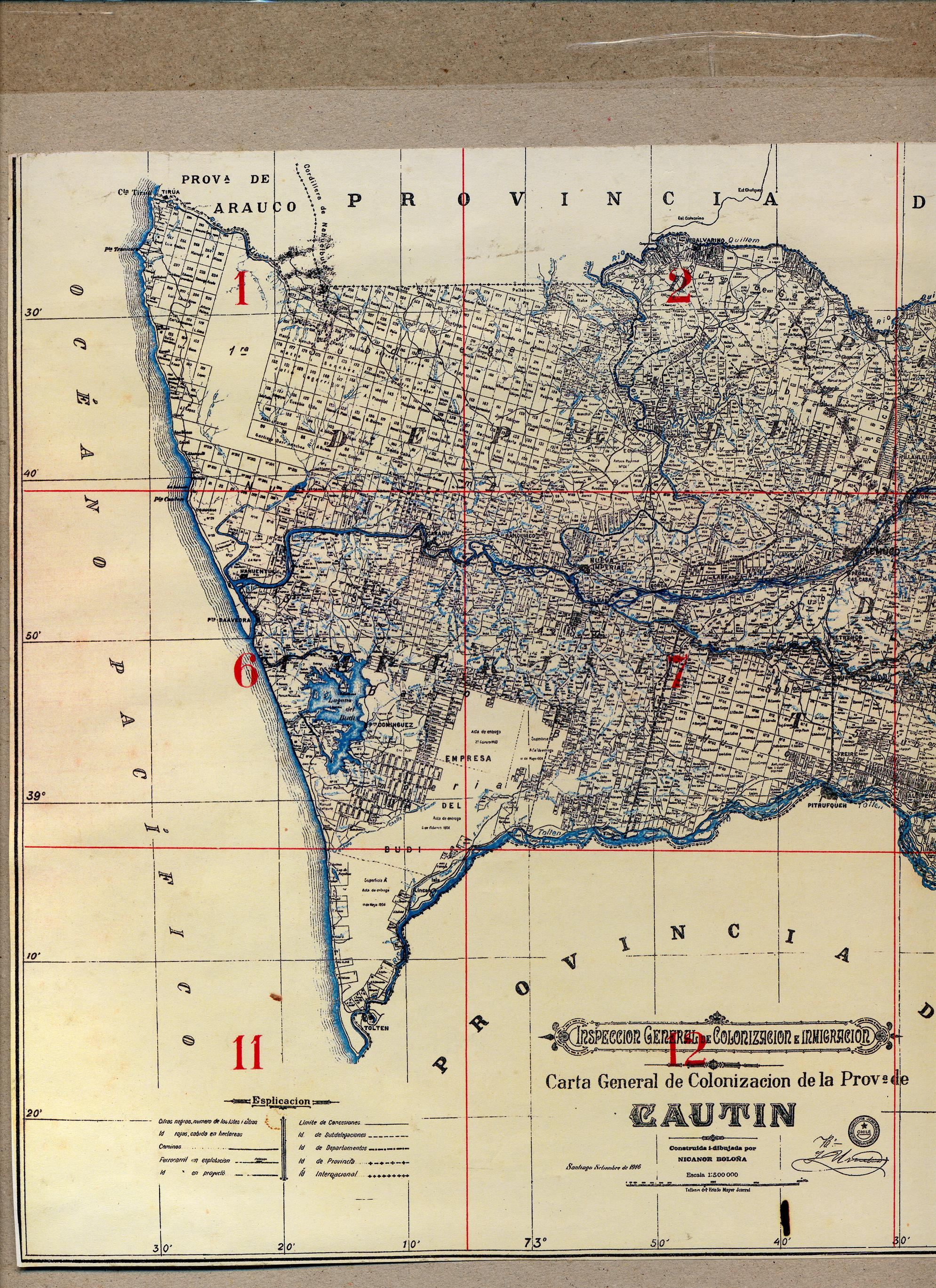
Carte des propriétés foncières dans la région du fleuve Cautín en 1916.

Parallèlement, le gouvernement central lançait une politique de colonisation européenne. L’Araucanie nouvellement conquise était conçue comme une nouvelle Californie, dont les richesses agro-pastorales et forestières devaient conduire à une ruée massive d’agriculteurs nationaux, mais aussi étrangers, et permettre l’essor du Chili dans le domaine de l’exportation céréalière. L’Araucanie connut du reste aussi son mirage aurifère. Le projet migratoire partait du principe que l’afflux de colons européens aurait pour corollaire le progrès économique de la région, grâce à l’esprit laborieux et à la formation qualifiée des travailleurs d’outre-Atlantique.
Une première tentative réussie de colonisation dans le sud avait eu lieu dans la décennie 1850, avec l’établissement de colons allemands dans les régions d’Araucanie méridionale, au sud du Toltén, autour de la ville de Valdivia et du lac Llanquihue. En 1874, une loi définissait les conditions d’établissement des colons étrangers, puis une agence générale d’Immigration et de Colonisation du Chili, avec siège en Europe, fut créée en 1882 afin de recruter les candidats à la colonisation directement sur place. Au Chili, l’accueil et l’installation des colons étaient assurés par une inspection générale des Terres et de la Colonisation, fondée en 1883 et établie tour à tour à Angol, Traiguén, puis Temuco.
Un second essai de colonisation fut mené dans la décennie 1880 : de 1882 à 1890, près de 7 000 colons, d’origine principalement suisse, allemande, française et anglaise, et, à un degré moindre, espagnole, belge et russe, vinrent s’installer dans les provinces de Malleco et de Cautín et furent répartis dans des colonies implantées à Victoria, Ercilla, Quino, Quillén (dans l’actuelle commune de Carahue), Lautaro, Temuco, La Imperial, Galvarino, Purén, Contulmo et Quechereguas (près de Molina). Ils se virent attribuer une hijuela (lopin de terre) et accorder des avantages en nature pour faciliter leur installation (planches de bois pour la construction de la première maison provisoire, bétail, semences, outils etc.), qui devront être remboursés ultérieurement. Les recrues étaient en priorité des agriculteurs de formation, ou du moins se déclarant tels, car nombre d’entre eux avaient berné leurs recruteurs et se verront rapidement contraints d’abandonner leur hijuela et de chercher en ville, pour survivre, un emploi conforme à leurs aptitudes réelles.
Dans l’idéologie de la classe dirigeante, la présence du colon européen devait permettre l’assainissement d’une région qui, si elle était sous-exploitée du temps de la domination autochtone, était retombée par la suite à la merci du roturier (esp. roto) chilien — ou, comme l’exprimera le ministre Isidoro Errázuriz : « À la barbarie araucane, conservatrice de la richesse des terrains, a succédé un système non moins barbare d’exploitation ». Profitant de la défaite militaire des Mapuches, le roto s’était abusivement installé sur les nouveaux terrains fiscaux de l’État, menant une agriculture intensive qui épuise les sols et assèche les courants d’eau, tout en refoulant devant lui les limites de la forêt vierge qui faisait autrefois la prospérité de la région. La cohabitation entre le Mapuche, le Chilien et l’étranger, qu’Errázuriz qualifia de lutte pour la survivance et la domination entre les « trois races » qui se faisaient concurrence en Araucanie — Tres razas est le titre d’un de ses ouvrages —, était le fondement de la nouvelle société araucane. En raison de son potentiel civilisateur, c’est l’Européen que le gouvernement tendra dans un premier temps à privilégier, délaissant le Chilien pauvre, qui, à la recherche d’un lopin de terre à exploiter, était perçu comme un mauvais investissement. Errázuriz en particulier rejeta les requêtes de certains membres de l’élite qui militaient pour que le statut de colon fût ouvert également aux Chiliens modestes ne pouvant pas se permettre l’achat d’un terrain en Araucanie ; selon lui, il n’y avait pas de préjudice à favoriser l’Européen au détriment de l’élément national, dans la mesure où celui-ci avait démontré son inaptitude à cultiver la terre. Dans ce contexte, le conflit entre l’élément européen et l’élément chilien sera permanent, ce dernier s’estimant lésé en regard de l’étranger. Charles Wiener note :

« Le Chili n’appelle pas les émigrants en masse comme la république argentine. […] Ils ont des préférences pour certaines races comme les Basques ou les Suisses ; ils choisissent des individus et des familles ayant quelques petites économies. »

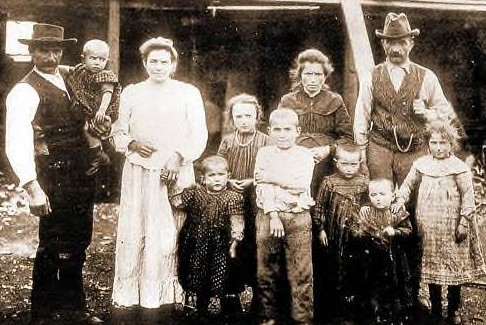
Photographie d’une famille d’immigrants italiens à Capitán Pastene, en Araucanie.

En 1890 néanmoins, on mit un terme à la politique de colonisation européenne pilotée et financée par l’État chilien, pour donner désormais la préférence à l’immigration libre ou industrielle, davantage axée sur les centres urbains. Dès lors, l’inspection générale des Terres et de la Colonisation eut pour tâche principale de « relever et de mesurer les immenses terrains fiscaux encore vierges entre le Cautín et la Cordillère, et de les diviser par des fajas ou sentiers en lots de 1 000 à 2 000 hectares qui seront ultérieurement mis en vente publique à Santiago ». Au lendemain de la guerre civile de 1891, des terrains furent cédés à des officiers puis à des soldats de l’armée en récompense des services rendus lors des dernières campagnes militaires. En 1895, le gouvernement reprit de nouveau sa politique de colonisation européenne, en faisant le pari de mettre à contribution cette fois des compagnies privées de colonisation. Au total, 36 000 Européens étaient ainsi arrivés en 1901, dont 24 000 sous contrat avec l’agence de colonisation, et 12 000 venus par leurs propres moyens.
La politique de colonisation aura, du moins aux yeux de certains (notamment de Tomás Guevara), permis le progrès industriel et agricole des provinces de l’ancien territoire araucan. Finalement, l’efficacité du système apparaîtra néanmoins limitée. Le taux d’établissement définitif de colons sur les terres octroyées resta faible en raison notamment de la mauvaise qualité des terrains, du manque d’assistance de l’État, de l’insécurité, de l’inefficacité policière et de l’arbitraire des administrations publiques, mais aussi de l’inadéquation du profil professionnel des colons, sans parler de l’hostilité des Chiliens toujours latente. Ces derniers arriveront en masse à partir de 1896, par suite de l’aggravation du conflit frontalier entre le Chili et l’Argentine : près de 7 500 individus en provenance de l’autre versant des Andes recevront le statut de colon et viendront s’installer en Araucanie. Après plusieurs années de débat, le statut de colon sera finalement ouvert aux Chiliens ; en 1898, une loi fut adoptée qui vint réglementer la colonisation nationale et prévoyait notamment un terrain de 50 hectares par chef de famille, plus 20 hectares supplémentaires par fils âgé de plus de douze ans.

### Création de réserves (réductions du territoire)
Après leur défaite, les Mapuches furent concentrés dans des « réductions », petites réserves mapuches, généralement séparées les unes des autres par des zones occupées par des immigrants chiliens et européens. Considérées comme une concession de l’État chilien, placées sous le régime de la propriété communale à l’usage des autochtones, ces réserves étaient désignées par le terme de « titres de pitié » (título de merced) ; en 1929, elles étaient au nombre de 3 078, totalisant 525 000 hectares, soit 6,18 % du territoire mapuche ancestral, et comprenaient des terres souvent inhospitalières et peu fertiles. Cependant, le système des réserves, qui regroupait des familles d’ascendances différentes sur des lopins de terre aux dimensions réduites, s’accordant mal avec l’ancien style de vie nomade ou semi-nomade des Mapuches et à leur organisation sociale par clans et familles, mettait à mal les réseaux de solidarité et de subsistance qui sous-tendaient le fonctionnement de la société mapuche, et engendra des conflits internes entre eux. Néanmoins, les Mapuches feront preuve d’une grande capacité à s’adapter à leur nouvelle situation, : les familles cantonnées dans les réserves se convertissent progressivement en petits exploitants agricoles et éleveurs, et passèrent à un système de petit paysannat. Toutefois, au-delà du fleuve Cautín, dans la « région sauvage », les autochtones bénéficiaient encore de leurs territoires originels et d’une certaine prospérité. Mais les Mapuches subissaient à l’époque de nombreux affronts, l’usurpation de terres restant la vexation la plus souvent dénoncée, sans parler des assassinats d’autochtones sur simple soupçon de vol. La production textile représentait l’une des rentrées pécuniaires les plus fiables des Mapuches.

### Révoltes mapuches ultérieures
Plus tard, seules auront lieu encore quelques rébellions mapuches mineures, la plus grave étant celle survenue en 1934, lors de laquelle 477 paysans et Mapuches (qui s’étaient rebellés contre ce qu’ils considéraient être des abus de la part des administrateurs des scieries installées dans la région du Biobío fraîchement ouverte à l’exploitation) furent tués par l’armée chilienne dans le dénommé massacre de Ránquil ; 500 autres furent faits prisonniers, dont seulement 23, selon ce que dénoncera le sénateur pour Temuco Juan Pradenas Muñoz, seront conduits au chef-lieu pour y passer en jugement, les autres ayant probablement été éliminés,,.